# Кале-Сюд-Эст
Кале-Сюд-Эст (фр. Calais-Sud-Est) — упраздненный кантон во Франции, регион Нор-Па-де-Кале, департамент Па-де-Кале. Входил в состав округа Кале.
В состав кантона входили южные и восточные районы города Кале.

## Политика
|  | Кандидат         | Партия                  | % голосов |
|  | ---------------- | ----------------------- | --------- |
|  | Марсель Левайан  | Коммунистическая партия | 59,19     |
|  | Жан-Жак Вернальд | Национальный фронт      | 40,81     |

|  | Кандидат        | Партия                  | % голосов |
|  | --------------- | ----------------------- | --------- |
|  | Марсель Левайан | Коммунистическая партия | 100,00    |